# 18 до н. е.

## Римська імперія
- Римський імператор Октавіан Август видав кодекс законів lex Iulia de adulteriis — для підвищення загальної суспільної моралі та проти бездітності. Згідно з кодексом дозволявся тільки законно укладений шлюб.
- Горацій пише «Поетичне мистецтво» (лат. Ars Poetica) або Послання до Пісонів
- Публій Корнелій Лентул Марцеллін і Гней Корнелій Лентул обрані консулами.

## Азія
- Засноване Пекче — одне з трьох стародавніх корейських королівств.